# Running Wild (gruppo musicale)
I Running Wild sono un gruppo power metal tedesco, formatosi ad Amburgo nel 1976 per iniziativa del cantante, chitarrista e leader storico Rolf Kasparek, meglio noto come Rock 'n' Rolf.

## Storia del gruppo

### Origini
Nel 1976, ad Amburgo, due amici allora quindicenni, il cantante e chitarrista Rolf Kasparek detto "Rock N' Rolf" e il chitarrista Uwe Bendig decisero di fondare un gruppo, che chiamarono Granite Hearts. Ai due si unirono il bassista Jörg Schwarz e il batterista Michael Hoffmann e il gruppo iniziò a provare a casa di Bendig. Schwarz venne poi sostituito da Carsten David e la band iniziò a comporre brani propri. Poco tempo dopo sia David che Hoffmann abbandonarono il gruppo, venendo sostituiti rispettivamente da Matthias Kaufmann e Wolfgang "Hasche" Hagemann, che allora suonavano nei Grober Unfug, una band della scuola di Rolf. Dopo molto tempo passato a provare, la band nel 1979 decise di cambiare nome in Running Wild, nome ispirato dall'omonima canzone dei Judas Priest.

### Esordi
La band, avendo composto pezzi propri, si recò quindi in studio per registrare alcune demo. Nel 1982 sia Bendig che Kaufmann abbandonarono il gruppo, e furono sostituiti dal chitarrista Gerald "Preacher" Warnecke e dal bassista Stephan Boriss. Ottenuto un contratto con la Noise Records, la band apparì in una compilation a fianco di Helloween, Hellhammer e Dark Avenger con i pezzi Iron Heads e Bones to Ashes, per poi pubblicare nel 1984 un primo EP, Victims of State Power. Il primo vero album, Gates to Purgatory, caratterizzato da sonorità veloci ed aggressive, fu prodotto poco dopo e riscosse un discreto successo. I testi, allora, erano perlopiù di matrice satanica, nonostante nessuno dei membri del gruppo fosse effettivamente parte di una setta (il chitarrista Preacher stava allora studiando teologia per divenire sacerdote). Nel 1985 Preacher decise poi di abbandonare la band, sia per alcuni litigi con il leader Rolf, sia per dedicarsi ai suoi studi teologici. La band lo sostituì quindi con Majk Moti, chitarrista dei Random, il cui contributo nel gruppo si rivelò fondamentale. Il successore del primo album, Branded and Exiled, si mantenne sulle stesse coordinate di Gates to Purgatory, seppur indurendo ancora di più il suono.

### La svolta e il successo

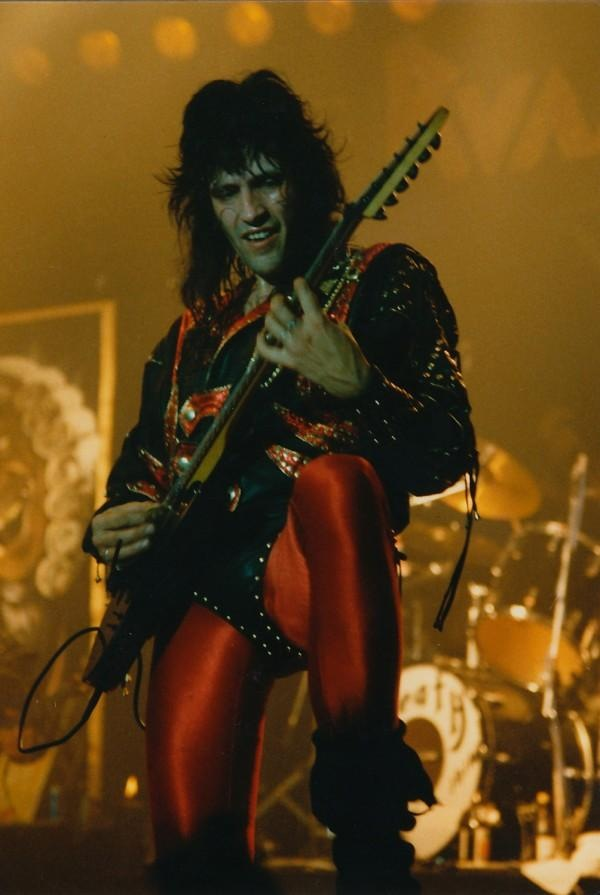
Majk Moti

A seguito del successo dell'album, il gruppo fu invitato ad aprire alle date tedesche dei Mötley Crüe, impegnati nel tour promozionale di Theatre of Pain; nel settembre dello stesso anno partecipò al "Metal Hammer Fest" in compagnia di Nazareth, Venom, Wishbone Ash, Metallica, Pretty Maids, Warlock e Savage Grace. L'anno seguente i Running Wild si imbarcarono in tour nordamericano insieme ai Celtic Frost e ai Voivod. Nel 1987 la band iniziò a comporre canzoni per il terzo album, con l'intenzione di differenziarsi dalle altre band. Rolf decise di abbandonare le tematiche sataniche, che in Germania erano comuni tra i gruppi di allora, e iniziare a scrivere testi sui pirati e sulla pirateria, adottando un look "piratesco" anche dal vivo, non solo nell'abbigliamento, ma anche nella decorazione del palco. Nello stesso anno fu quindi registrato Under Jolly Roger, album che mantenne le stesse sonorità dei primi due, ma caratterizzato da un maggiore studio delle melodie. L'album ebbe un grandissimo successo grazie alla sua originalità, tuttavia non tutti i membri condivisero questo cambio stilistico, così Hasche e Boriss abbandonarono la formazione. I nuovi membri scelti furono i giovani Jens Becker al basso e Stefan Schwarzmann, proveniente dai Cronos Titan, alla batteria. La nuova formazione fece la sua prima apparizione ad un concerto ad Amburgo in compagnia dei Satan, che fu registrato e pubblicato nel primo album dal vivo della band, Ready for Boarding, pubblicato nel 1988. Nello stesso anno la band registrò Port Royal, uno dei classici del gruppo, che sancì la nascita di quello che fu definito pirate metal. Dopo le registrazioni, a Schwarzmann fu proposto di unirsi agli U.D.O. e il batterista abbandonò la band, sostituito dall'inglese Iain Finlay, proveniente dai Demon Pact. Finito il tour di supporto a Port Royal, Rolf e Moti iniziarono a comporre quello che fu l'album di maggior successo della band, Death or Glory, che conteneva anche quella che fu la canzone più nota della band, Riding the Storm. L'album, connotato da sonorità veloci ed epiche, fece circolare il nome della band a livello mondiale. Fu programmato un tour europeo a fianco di S.D.I. e Rage, ma poco prima del suo inizio la band fu abbandonata da Finlay, che raggiunse poco dopo i Justice. Durante le date europee alla batteria si alternarono l'ex membro Hasche e il giovane Jörg Michael dei Mekong Delta.

### La fama
Finito il tour di supporto a Death or Glory nel 1990, Majk Moti decise di abbandonare il gruppo per una serie di motivi mai chiariti, venendo sostituito dal chitarrista Axel Morgan. Come batterista definitivo fu invece scelto Rüdiger "AC" Dreffein, che aveva già collaborato con la band come tecnico del suono. Nello stesso anno furono pubblicati l'EP Wild Animal, composto da tracce scartate da Death or Glory, ed un album dal vivo del tour dell'album. Dopodiché, la band iniziò a lavorare ad un nuovo album, chiamato Blazon Stone, che fu pubblicato nel 1991, a cui seguirono la pubblicazione del singolo Little Big Horn e un tour con gli inglesi Raven. Sul finire dello stesso anno, la band ri-registrò alcune vecchie canzoni e le pubblicò in un album chiamato The First Years of Piracy, che ebbe un buon successo. Agli inizi dell'anno seguente Becker ed AC furono licenziati e sostituiti rispettivamente dall'ex bassista degli U.D.O. Thomas "Bodo" Smuzynski e dal batterista Schwarzmann, di ritorno nella band dopo anni passati in altri progetti. Con questa formazione, la band registrò e pubblicò un altro dei suoi più grandi successi, Pile of Skulls. A seguito del tour di supporto all'album, condiviso nel 1993 con gli svedesi Universe, tuttavia, vi furono pesanti attriti che portarono di fatto allo scioglimento della formazione, con Morgan e Schwarzmann che formarono gli X-Wild insieme all'ex bassista Jens Becker e al vocalist inglese Frank Knight. Rolf non perse tempo e di ritorno dal tour mise in piedi una nuova formazione, richiamando con sé il bassista Bodo e assumendo l'ex chitarrista di Holy Moses e Risk Thilo Hermann e il batterista Jörg Michael, che già aveva collaborato con il gruppo durante il tour di Death or Glory. Fu quindi registrato tra il 1993 e il 1994 un nuovo album, pubblicato nello stesso anno e intitolato Black Hand Inn, seguito da un breve tour con i connazionali Grave Digger. Rolf iniziò poi a comporre una trilogia incentrata sulla lotta tra il bene e il male, e il primo capitolo di essa, Masquerade, fu pubblicato nel 1995. L'album riscosse un buon successo e in estate i Running Wild si esibirono in un festival con Rage, Grave Digger e Iced Earth. Nel 1998 la band firmò un contratto con l'etichetta tedesca G.U.N. Records, pubblicando The Rivalry. Il gruppo partì nuovamente in tour, questa volta accompagnato dal batterista dei Rage Chris Efthimiadis dietro alle pelli, in sostituzione di Michael che aveva abbandonato i Running Wild per dedicarsi agli Stratovarius dei quali era da poco divenuto membro.

### Periodi di cambiamento

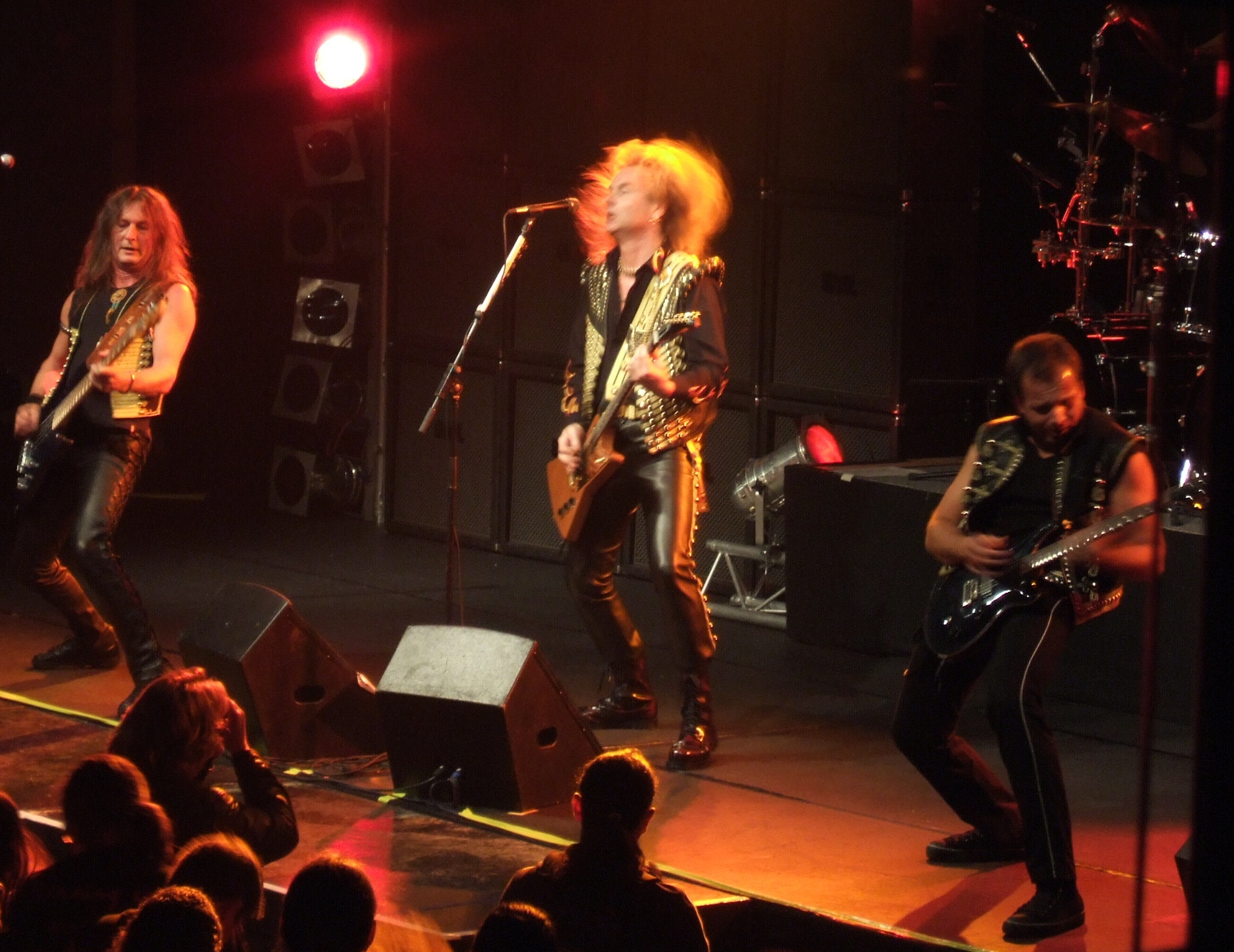
I Running Wild in concerto nel 2005

Il nuovo album, il discusso Victory, fu pubblicato nel 2000. Ad esso lavorò, a fianco dei membri effettivi del gruppo, il fantomatico batterista Angelo Sasso (nome usato, su affermazione di Rolf, per celare l'identità di un suo amico estraneo al mondo del metal, anche se si vocifera che tale batterista non sia mai esistito e che la band si sia servita di un computer per registrare la batteria). Dopo la pubblicazione dell'album, anche Bodo abbandonò il gruppo, sostituito da Peter Pichl, seguito nel 2002 da Hermann. Il successore di Victory, The Brotherhood, fu pubblicato nello stesso anno, e i Running Wild assemblarono una nuova formazione per i concerti con l'arrivo del chitarrista Bernd Aufermann (già membro degli Angel Dust) e del batterista Matthias Liebetruth.

### La crisi e lo scioglimento

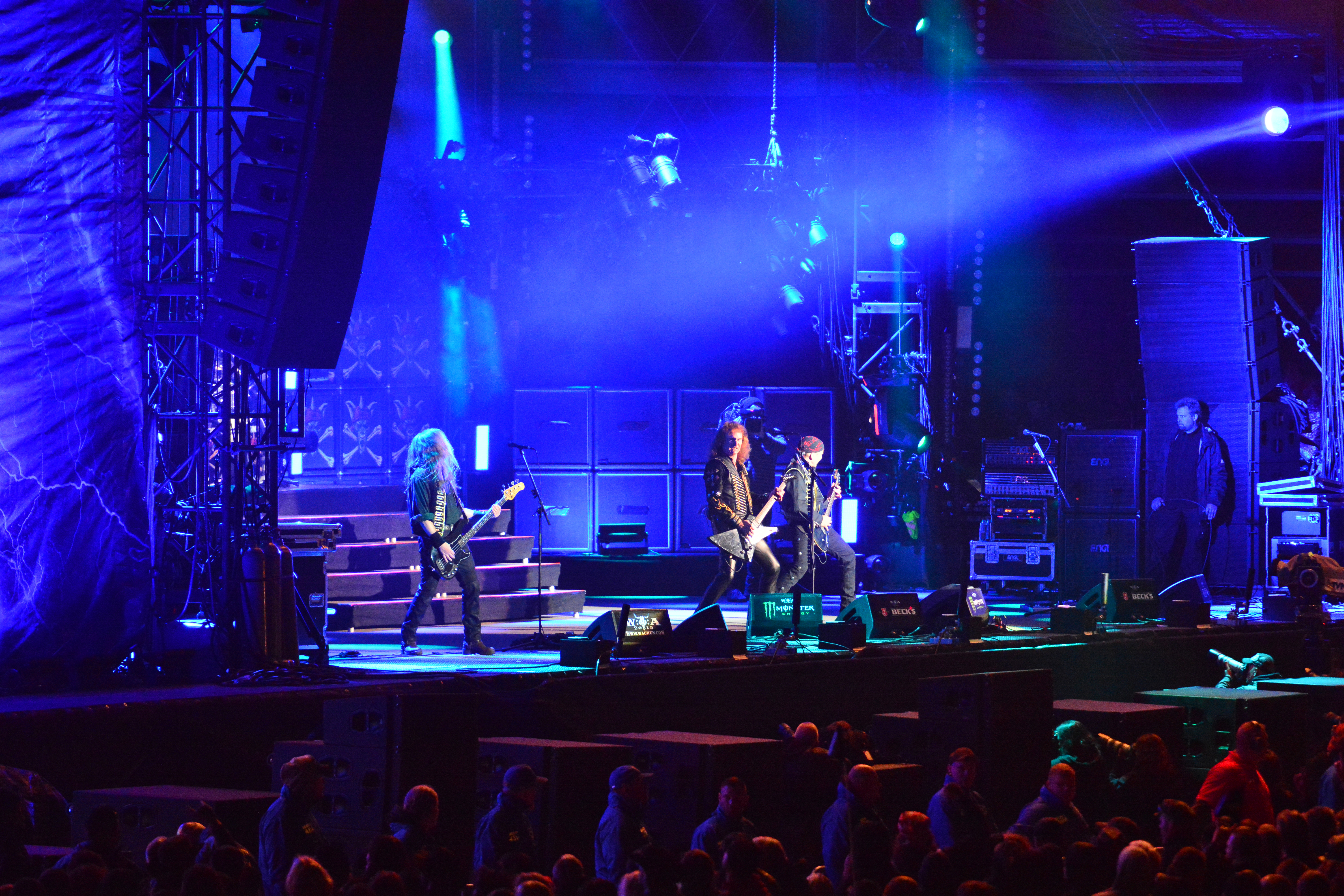
I Running Wild al Wacken Open Air 2015

Nel 2005, dopo essere stati scaricati dalla Noise ed aver ottenuto un contratto con la SPV GmbH, Rolf e Liebetruth registrarono Rogues en Vogue, album che non ottenne un grande successo tra i fan del gruppo. Decisero quindi di organizzare una serie di concerti, ingaggiando come sostituto di Aufermann il produttore Peter Jordan. Nel 2007 fu pubblicato The Best of Adrian, una raccolta del gruppo. Nel frattempo, l'interesse di Rolf per il gruppo andò via via scemando e il cantante iniziò a dedicarsi ad alcuni progetti paralleli. Nel 2009 il leader annunciò lo scioglimento definitivo della band, che tenne il suo ultimo concerto al Wacken Open Air di quell'anno, dove il dimissionario Pichl fu sostituito da Jan-Sören Eckert. Il concerto fu pubblicato nel DVD The Final Jolly Roger.

### La reunion
Nel 2011, mentre lavorava alla composizione di alcuni inediti per una raccolta dei Running Wild, Rolf compose alcune canzoni per divertimento. Dopo aver ascoltato le versioni demo, però, decise di riunire la band per incidere un nuovo disco. Chiamò quindi l'ex chitarrista Peter Jordan e, dopo alcune sessioni , i due pubblicarono l'album Shadowmaker nel 2012, album nel quale la batteria e il basso furono registrati da ospiti anonimi. L'album ottenne pesanti critiche, essendo ritenuto troppo distante dallo stile del gruppo. Nel 2013 Rolf ha annunciato un nuovo album, intitolato Resilient. La band si è poi esibita al Wacken Open Air del 2015 con una formazione nuova, che vede il bassista Ole Hempelmann e il batterista Michael Wolpers al fianco di Rolf e Jordan. Nell'agosto del 2016 i Running Wild hanno poi pubblicato il nuovo album Rapid Foray, che li ha visti tornare ad un sound più vicino a quello dei loro classici.

## Formazione

### Formazione attuale
- Rolf "Rock 'n' Rolf" Kasparek - voce, chitarra (1979-2009, 2011-presente)
- Peter "PJ" Jordan - chitarra (2005-2009, 2011-presente)
- Ole Hempelmann - basso (2015-presente)
- Michael Wolpers - batteria (2015-presente)

## Discografia

### Album in studio
- 1984 – Gates to Purgatory
- 1985 – Branded and Exiled
- 1987 – Under Jolly Roger
- 1988 – Port Royal
- 1989 – Death or Glory
- 1991 – Blazon Stone
- 1992 – Pile of Skulls
- 1994 – Black Hand Inn
- 1995 – Masquerade
- 1998 – The Rivalry
- 2000 – Victory
- 2002 – The Brotherhood
- 2005 – Rogues en Vogue
- 2012 – Shadowmaker
- 2013 – Resilient
- 2016 – Rapid Foray
- 2021 – Blood on Blood

### Album dal vivo
- 1988 – Ready for Boarding
- 2002 – Live
- 2011 – The Final Jolly Roger